# Coleophora afrotropicalis
Coleophora afrotropicalis là một loài bướm đêm thuộc họ Coleophoridae. Nó được tìm thấy ở Namibia.